# Список регионов Калифорнии

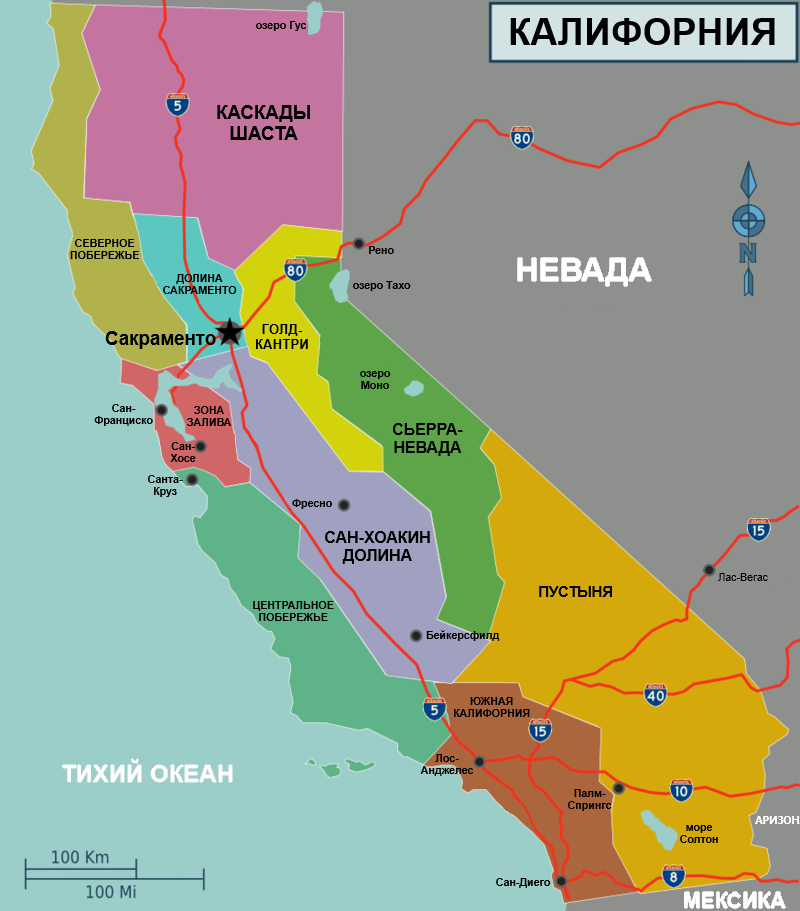
Основные регионы Калифорнии

Это список регионов штата Калифорния, структурированный по их месторасположению:

## Северная Калифорния

### Центральная Калифорния
- Центральная Калифорния
- Центральное побережье (Север)
  - Биг-Сур
  - Залив Монтерей
  - Долина Салинас
  - Горы Санта-Круз
- Горный хребет Диабло
- Долина Сан-Хоакин (Север)
  - Метрополитенский ареал Фресно

### Большой Бассейн
- Большой Бассейн
  - Восточная Сьерра
    - Долина Оуэнс

  - Регион Трех углов/Долина Сюрприз
    - Плато Модок
    - Горы Уорнер

### Северное побережье
- Северное побережье
  - Затерянное побережье
  - Изумрудный треугольник
  - Горы Кламат
  - Горный хребет Мендосино
  - Гумбольдт

### Долина Сакраменто
- Долина Сакраменто
  - Метрополитенский ареал Сакраменто
  - Юба-Саттер район
    - Саттер-Баттс

### Дельта рек Сакраменто-Сан-Хоакин
- Сакраменто-Сан-Хоакин дельта рек
  - Округ Сан-Хоакин

### Область залива Сан-Франциско
- Область залива Сан-Франциско
  - Восток залива
    - Округ Окленд-Аламеда
    - Край Три-долина
      - Долина Амадор
      - Долина Ливермор
      - Долина Сан-Рамон

    - Ламоринда

  - Север залива
    - Округ  Марин
      - Вест-Марин
      - Росс долина

    - Винная страна
      - Долина Напа
      - Долина Русской реки
      - Сонома долина

    - Телеком долина

  - Полуостров Сан-Франциско
    - Город и округ Сан-Франциско
    - Округ Сан-Матео

  - Юг Залива
    - Санта-Клара долина
      - Сан-Хосе–Санта-Клара округ
      - Кремниевая долина

### Сьерра-Невада
- Сьерра-Невада
  - Золотая страна
  - Озеро Тахо
  - Йосемити

### Каскад Шаста
- Каскад Шаста
  - Гора Шаста
  - Реддинг
  - Троицкие Альпы

## Южная Калифорния

### Центральное побережье
- Центральное побережье (Юг)/Три-округа
  - край Сан-Луис-Обиспо
    - Пять городов

  - Край Санта-Барбары
    - Санта-Инес долина

### Регион пустынь
- Регион пустынь
  - Пустыня Мохаве
    - Долина Смерти
    - Верхняя пустыня
      - Долина Антилопы
      - Долина Моронго
      - Долина Виктор

    - Панаминт горный хребет

  - Пустыня Колорадо
    - Нижняя пустыня
      - Долина Коачелла
      - Императорская долина
        - Калексико-Мехикали

    - Долина Пало-Верде
    - Пустыня Юха

### Внутренняя Южная Калифорния
- Внутренняя Империя
  - Долина Кукамонга
  - Долина Сан-Хасинто
  - Долина Сан-Бернардино
    - Сан-Бернардино
      - Центр города Сан-Бернардино

  - Долина Чино
  - Долина Перрис
  - Перевал Сан-Горгонио
  - Хребет Сан-Бернардино
  - Горы Сан-Джасинто
  - Долина Темекула
- Долина Сан-Хоакин (Юг)
  - Округ Керн
- Горы Техачапи

### Южное побережье
- Южное побережье
  - Округ Вентура
    - Равнина Окснард
      - Восток округа - Тысячи дубов, Мурпарк, долина Сими

  - Острова Чаннел
  - Большой Лос-Анджелес
    - Малибу
    - Котловина Лос-Анджелеса
      -         - Шлюзовые города
        - Лос-Анджелес
          - Восточный Лос-Анджелес
          - Регион гавани Лос-Анджелеса
          - Южный Лос-Анджелес
          - Вестсайд
          - Кремниевый пляж

        - Полуостров Палос-Вердес

      - Юг залива
        - Пляжные города (Лос-Анджелес округ)

      - Долина Конехо
      - Долина Сан-Габриэль

    - Долина Крескента
      - Хребты полуострова (Север)
        - Горы Сан-Джасинто
        - Горы Санта-Роза

      - Долина Помона

    - Холмы Пуэнте
    - Долина Санта-Кларита
    - Горы Сан-Гейбриел
    - Долина Сан-Фернандо
    - Горы Санта-Моника
      - Голливудские холмы

    - Округ Ориндж
      - Санта-Ана- Анахайм-Ирвин
        - Санта-Ана

      - Южное побережье Метро

    - Долина Санта-Ана
    - Долина Седлбэк
    - Горы Санта-Ана

  - Сан-Диего – Тихуана
    - Сан-Диего
      - Север округа
        - Север округа прибрежный
        - Север округа внутренний
        - Долина Темекула

      - Восток Округа
        - Южный Залив
        - Горная Империя